# マイルズ ジェミニ
マイルズ ジェミニ
Miles Gemini
ジェミニ 1A
- 用途：ツーリング機
- 分類：双発レシプロ機
- 製造者：マイルズ・エアクラフト
- 初飛行：1945年10月26日
- 生産数：170機

マイルズ M.65 ジェミニ (Miles M.65 Gemini) は、第二次世界大戦後にイギリスのマイルズ・エアクラフトで製造された双発のレシプロ軽飛行機である。マイルズの名を冠した航空機としては最後の量産機種となった。

## 概要
イギリスの航空機技術者フレデリック・ジョージ・マイルズの名を冠したマイルズ・エアクラフトは、第二次世界大戦中にイギリス空軍向けの練習機"マスター"や"マジスター"、マスターの派生型の標的曳航機"マーチネット"などの軍用機を生産していた。
"M.65 ジェミニ"は第二次世界大戦中にイギリス軍の連絡機/観測機として生産された"メッセンジャー"をベースにエンジンを双発化した民間向けの4人乗りツーリング機として、1945年10月26日に初飛行した。ジェミニの機体は樹脂コーティングされたプライウッド(合板)で構成されており、機体部分はメッセンジャーと似ていたがエンジンは左右の主翼に移され、メッセンジャーの3枚の垂直尾翼は2枚に変更されていた。
ジェミニの最初の量産機は出力100hpのブラックバーン シーラス・マイナーを2基搭載しており、最初の1年間に130機が生産された。これ以降の改良モデルではデ・ハビランド ジプシー・メジャーなど、異なるエンジンを搭載したものもあった。
1947年にマイルズ・エアクラフトが破産した時点で、8機のジェミニが注文を受けて製造中の状態になっていた。これらのジェミニは2機がマイルズの不動産を買い取ったハンドレページ・エアクラフトで、5機がウルヴァーハンプトンのウルヴァーハンプトン・アビエーション・グループで、そして1機がマイルズ・エアクラフトの名を受け継いだF.G.マイルズ・リミテッドで組み立てられて完成した。
ジェミニはイギリスの他、オーストラリア、ニュージーランド、南アフリカ共和国といった英連邦諸国にも多く輸出され、1940年代から50年代前半頃のエアレースにも多く出場した。1949年のキングス・カップ・レースでは、出力145hpのジプシー・メジャーを搭載したジェミニ (機体記号：G-AKDC) が優勝を飾った。
また1948年6月には、南アフリカ共和国に売却された1機のジェミニ (機体記号：G-AKEP)が独立宣言を出した直後のイスラエルに持ち込まれ、創成期のイスラエル空軍の装備機の一つとなった。しかし、保守・メンテナンスの点で問題があり、第一次中東戦争での実戦には投入されていないと見られる。
1951年にはF.G.マイルズ・リミテッドで組み立てられた2機のジェミニが出力155hpのブラックバーン シーラス・メジャーを搭載した状態で完成し、この機種はマイルズによってマイルズ M.75 アリエス (Miles M.75 Aries) と新たに命名された。
2017年現在、7機のジェミニがイギリスで登録されており、また1機がスウェーデンで登録されている。

## 形式･派生型
ジェミニ 1

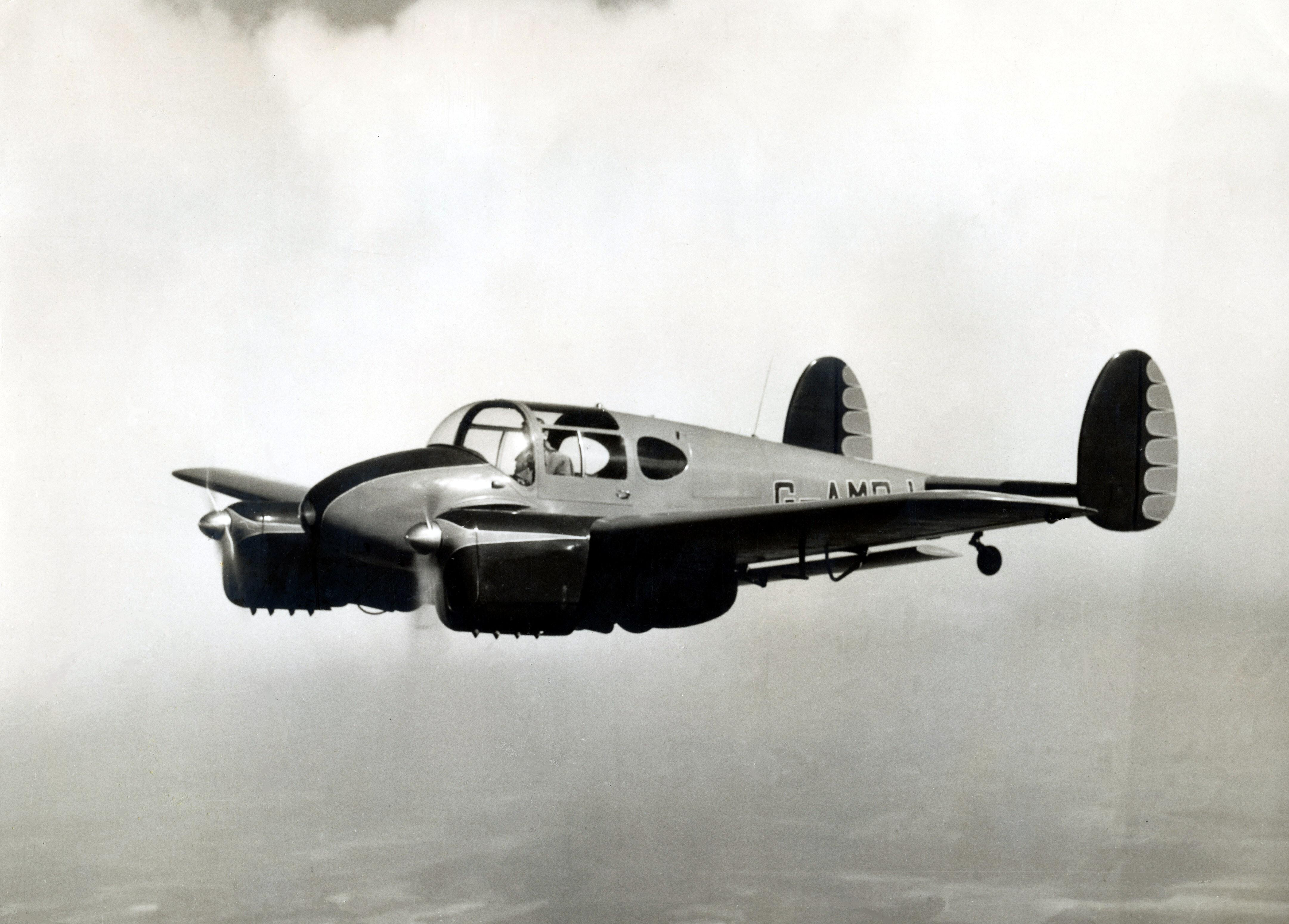
M.75 アリエス

出力100hpのブラックバーン シーラス・マイナーを2基搭載し、固定式の主脚を持つ試作機。1機製造。
ジェミニ 1A
出力100hpのブラックバーン シーラス・マイナーを2基搭載した量産型。135機生産。このうち1機はハンドレページで組み立てられた。
ジェミニ 2
出力130hpのライカミング O-290を2基搭載、2機のみ製造。
ジェミニ 3
出力145hpのデ・ハビランド ジプシー・メジャー 1Cを2基搭載、3機のみ製造。このうち1機はハンドレページで、もう1機はF.G.マイルズ・リミテッドで組み立てられた。
ジェミニ 3A
出力145hpのデ・ハビランド ジプシー・メジャー 10 Mk 1を2基搭載、7機製造。このうち5機はウルヴァーハンプトン・アビエーションで組み立てられた。
ジェミニ 3B
出力145hpのデ・ハビランド ジプシー・メジャー 10 Mk 1-3を2基搭載。
ジェミニ 3C / ジェミニ 7
出力145hpのデ・ハビランド ジプシー・メジャー 10 Mk 2を2基搭載、2機のみ製造。
M.75 アリエス
出力155hpのブラックバーン シーラス・メジャーを2基搭載、2機のみ製造。
ジェミニ 8
生産済みの初期モデルにM.75 アリエスと同じ出力155hpのブラックバーン シーラス・メジャーを搭載した改修モデル。

## 運用国
以下、個人ユーザー以外の組織について記す。
- イスラエル
  - イスラエル空軍 - 独立戦争時に1機を装備[3]。
- ニュージーランド
  - ニュージーランド・ナショナルエアウェイズで1機を運用[4]。
- イギリス
  - コントラクター航空
  - ブルーライン・エアウェイズ
  - クリフォード・エアラインズ
  - ダービー・アビエーション
  - ホーントン・エアウェイズ
  - インターナショナル・エアウェイズ
  - ランカシャー航空機製造
  - ロックシャムズ・フライングサービス
  - シブライト・エアウェイズ
  - スターウェイズ
  - アルスター・アビエーション
  - ウィラル・エアウェイズ
  - ライト・アビエーション

## 要目
ジェミニ 1Aの諸元
- 乗員：4名
- 全長：6.78 m (22 ft 3 in)
- 全幅：11.03 m (36 ft 2 in)
- 全高：2.29 m (7 ft 6 in)
- 翼面積：17.8 m² (191  ft²)
- 空虚重量：868 kg (1,910 lb)
- 全備重量：1,364 kg (3,000 lb)
- エンジン：2 × ブラックバーン シーラス・マイナー（英語版）, 各 76 kW (100 hp)
- 最大速度：233 km/h (145 mph)
- 巡航速度：217 km/h (135 mph)
- 巡航高度：4,115 m (13,500 ft)
- 航続距離：1,320 km (820 mi)